# ريتشارد لويد أندرسون
ريتشارد لويد أندرسون (بالإنجليزية: Richard Lloyd Anderson)‏ هو عالم عقيدة أمريكي، ولد في 1926، وتوفي في 12 أغسطس 2018.